# Distretto di Buhigwe
Il distretto di Buhigwe  è un  distretto della Tanzania situato nella regione di Kigoma. È suddiviso in 20 circoscrizioni (wards) e conta una popolazione di 254 342 abitanti (censimento 2022).

## Suddivisione amministrativa
Il distretto è diviso nelle seguenti circoscrizioni (wards), tra parentesi gli abitanti (censimento 2022):
1. Biharu (7 633)
2. Buhigwe (16 445)
3. Bukuba (12 555)
4. Janda (17 412)
5. Kajana (13 667)
6. Kibande (8 511)
7. Kibwigwa (8 866)
8. Kilelema (16 398)
9. Kinazi (7 400)
10. Mkatanga (14 354)
11. Mubanga (6 032)
12. Mugera (16 283)
13. Muhinda (10 366)
14. Munanila (15 273)
15. Munyegera (12 704)
16. Munzeze (19 256)
17. Muyama (9 662)
18. Mwayaya (9 812)
19. Nyamugali (7 405)
20. Rusaba (9 971)